# 가브리엘 가르시아 마르케스
가브리엘 호세 데 라 콘코르디아 가르시아 마르케스(스페인어: Gabriel José de la Concordia García Márquez, 1927년 3월 6일 ~ 2014년 4월 17일)는 콜롬비아의 소설가, 저널리스트이자 정치 운동가이다.

## 생애
콜롬비아 마그달레나 주의 작은 도시 아라카타카에서 태어나 그의 부모가 바랑키야로 이주하게 되자, 어린 가르시아 마르케스를 조부모에 맡겼다.
그의 문학 세계는 어린 시절 조부모에게 받은 영향이 큰 것으로 알려져 있다. 그 후 바랑키야에서 부모와 함께 살면서 초등학교를 다녔고, 12세에 중고등학교에 장학금을 받고 입학하여 18세까지 공부했다. 그 후 수도 보고타의 카르타헤나 대학교에서 법률과 언론학을 공부했다.
학업을 마친 후 기자가 되어 유럽 특파원으로 일했고, 그 후 멕시코에서 창작 활동을 했다. 쿠바 혁명 이후에는 쿠바에 거주하면서 쿠바 통신사의 외국 특파원으로 근무했다. 이탈리아 로마, 미국 뉴욕, 프랑스 파리, 베네수엘라 카라카스, 쿠바 아바나 특파원을 지내면서 작품을 썼다.
생애의 대부분을 멕시코 멕시코시티와 유럽에서 보냈다. 그는 마술적 사실주의를 전 세계에 소개하는 데 큰 공헌을 했으며, 그의 작품은 문학적 성취뿐 아니라 상업적으로도 성공을 거두었다. 많은 문학 평론가들은 가르시아 마르케스를 일컬어 호르헤 루이스 보르헤스, 아르호 카르펜티에르, 카를로스 푸엔테스, 마리오 바르가스 요사, 훌리오 코르타사르와 함께 20세기 남미의 위대한 작가로 평가되고 있다.
그의 대표작이기도 하며 또한 그를 콜롬비아의 미겔 데 세르반테스라고 일컫게 한 《백년 동안의 고독》은 마콘도(Macondo)라는 가공의 땅을 무대로 하여 부엔디아 일족의 역사를 그린 작품이며, 1982년 노벨 문학상 수상에 영향을 주었다. 1981년에는 《예고된 죽음의 연대기》가 라틴아메리카에서만 200만 부 이상 팔렸으며, 1982년 라틴아메리카 현대 소설의 대표적인 작품으로 평가되었다.
1995년 《사랑과 또다른 악마들에 관하여》의 프랑스어판을 프랑스 파리에서 출간하였다. 2014년 4월 17일 멕시코 멕시코시티에서 향년 87세를 일기로 사망했다.

## 작품

### 장편
- 《더러운 시간》(1962)
- 《백년 동안의 고독》(1967)
- 《콜레라 시대의 사랑》(1985)
- 《사랑과 다른 악마들》(1994)
- 《내 슬픈 창녀들의 추억》(2004)
- 《예고된 죽음의 연대기》(1981)

### 단편
- 〈낙엽〉(1955)
- 〈세상에서 제일 잘생긴 익사체〉(1971)
- 〈꿈을 빌려드립니다〉(1992)
- 〈빛은 물과 같단다〉(1992)

### 단편집
- 《아무도 대령에게 편지하지 않았다》(1961)
- 《이방의 순례자들》(1992)

### 비소설
- 《칠레의 모든 기록》(1986)
- 《인질》(1996)
- 《이야기하기 위해 살다》(2002)

### 영상
- Documentary 52': Gabriel García Márquez

## 같이 보기
- 라틴아메리카 붐